# Râul Săvăstreni
Râul Săvăstreni (numit și Râul Recea) este un afluent al râului Olt. Cursul superior al râului este cunoscut și sub numele de Râul Dejani sau Valea Dejanilor

## Hărți
- Harta Județului Brașov
- Harta Munții Făgăraș  Arhivat în 8 septembrie 2013, la Wayback Machine.